# Bartramia longifolia
Bartramia longifolia är en bladmossart som beskrevs av W. J. Hooker 1818. Bartramia longifolia ingår i släktet äppelmossor, och familjen Bartramiaceae. Inga underarter finns listade i Catalogue of Life.